# Eber Bueno
Eder Bueno Almada (Artigas, 13 settembre 1959) è un ex calciatore uruguaiano, di ruolo attaccante.

## Carriera

### Club
Ha giocato nel massimo campionato uruguaiano e argentino.

### Nazionale
Con la nazionale uruguaiana ha giocato 5 incontri tra il 1980 ed il 1981.